# Trimetilaminuria
La trimetilaminuria (TMAU), nota anche come sindrome da odore di pesce, è una rara malattia metabolica che provoca un difetto nella normale produzione dell'enzima flavina monoossigenasi (abbreviazione inglese FMO3, flavin containing monooxygenase 3, monoossigenasi contenente flavina 3).
Qualora l'FMO3 non funzioni correttamente, o semplicemente non venga prodotta una quantità sufficiente di enzima, il corpo perde la sua capacità di degradare la trimetilammina (TMA) presente nella dieta, nella trimetilammina-N-ossido (TMAO) attraverso il processo noto come N-ossigenazione. In questa evenienza la trimetilammina si accumula nell'organismo e viene rilasciata attraverso la sudorazione, l'urina e il respiro, dando al soggetto affetto dal disturbo un forte odore di pesce emanante dal corpo. Una variante della TMAU (nota come TMAU secondaria o TMAU2) è dovuta non a una causa genetica, ma a un'eccessiva produzione di TMA, che viene secreta probabilmente a seguito di disbiosi intestinale, alterato metabolismo o disturbi ormonali.

## Storia
Il primo caso clinico di TMAU fu reso pubblico nel 1970 dalla rivista medica The Lancet.
Tuttavia vi sono riferimenti letterari risalenti a molti secoli fa. Un esempio si ha nell'opera teatrale "La tempesta", di William Shakespeare, il quale descrive Calibano usando queste parole: "Puzza come un pesce; un pesce tremendamente vecchio e maleodorante..."; un altro ancora è poi nel romanzo epico Mahābhārata (pubblicato alla fine del 400 d.C.), dove si descrive una ragazzina che "crebbe per diventare una ragazza bella e giusta, però la seguiva sempre un odore di pesce."
È il 7 aprile 2019 e, per la prima volta in Italia, viene diffuso un servizio del programma televisivo Le Iene con un titolo emblematico "Erica e la sua sindrome da pesce marcio". L'Erica in questione è Erica Astrea, casertana, e affetta da TMAU da tutta la vita.

## Sintomi e segni
La trimetilammina si accumula nel corpo dei pazienti affetti da trimetilaminuria. La trimetilammina viene rilasciata da questi soggetti attraverso il sudore, l'urina, il respiro e altri fluidi corporei, cosicché il soggetto emana un forte odore di pesce in tutto il corpo. Alcune persone affette da trimetilaminuria tendono a emanare un forte e sgradevole odore per la maggior parte del tempo, ma la gran parte dei soggetti emana un odore moderato che varia di intensità nel corso del tempo. Gli individui con questa condizione non presentano alcun altro significativo sintomo fisico, e in genere appaiono in buona salute. La condizione sembra essere più comune nelle donne rispetto agli uomini, per motivi che sono tuttora sconosciuti. Gli scienziati sospettano che alcuni ormoni sessuali femminili, ad esempio gli estrogeni e il progesterone, possano aggravare i sintomi. In letteratura medica ci sono diverse segnalazioni che sottolineano come la condizione peggiori intorno alla pubertà. Nelle donne, i sintomi possono peggiorare appena prima e durante il periodo mestruale, dopo l'assunzione di contraccettivi orali, e intorno alla menopausa. Questo sgradevole odore varia in base a diversi fattori noti, tra questi la dieta, le modificazioni ormonali, il livello di stress, la quantità di sudore prodotto, altri odori nello spazio circostante. La percezione dell'odore è fortemente influenzata anche dal senso individuale dell'olfatto.